# کیم شین یونگ
کیم شین یونگ (کره‌ای: 김신영؛ زادهٔ ۲۰ دسامبر ۱۹۸۳) کمدین، مجری و دی‌جی اهل کره جنوبی است. او در سال ۲۰۰۴ فعالیتش را با برنامه‌ای در شبکه اس‌بی‌اس آغاز کرد. او مجری ورایتی شوها و برنامه‌های رادیویی در کره جنوبی است و چندین جایزه به دلیل حرفه کمدی و مجری‌گری دریافت کرده‌است.
از فیلم‌ها یا برنامه‌های تلویزیونی که وی در آن نقش داشته‌است می‌توان به تصمیم جدایی اشاره کرد.